# Bourganeuf
Bourganeuf [buʁɡanœf] (Buorgon Nuòu auf Okzitanisch) ist eine französische Gemeinde im Département Creuse in der Region Nouvelle-Aquitaine mit 2.408 Einwohnern (Stand 1. Januar 2022).
Bourganeuf verdankt seine Gründung dem Johanniterorden.
Es war der Hauptort der „Langue d'Auvergne“, einer der acht Provinzen des Ordens, bis 1750, als es durch Lyon abgelöst wurde.
Bourganeuf war die dritte Stadt in Frankreich, in der 1886 die Elektrizität eingeführt wurde.

## Geographie
Die Gemeinde Bourganeuf ist 33 Kilometer von Guéret, 50 km von Limoges sowie 400 km von Paris entfernt und liegt am Fluss Taurion.
Der Taurion entspringt bei Pallier in Gentioux-Pigerolles. Er durchläuft den See von Lavaud-Gelade und die „Rigole de diable“ (Lächeln des Teufels), durchquert Bourganeuf und mündet nach 125 km bei Saint-Priest-Taurion in die Vienne.

## Wappen
Beschreibung: In Schwarz drei gedrückte silberne Sparren.

## Geschichte
Bourganeuf wurde im 12. Jahrhundert als eine Komturei des Johanniterordens gegründet. Diese Komturei wurde anschließend der Hauptsitz des Priorats der Auvergne, das 1750 nach Lyon verlegt wurde. Es existieren dennoch wichtige Überreste dieser Priorei: die Gebäude des Konvents (das heutige Rathaus), die Kirche Saint-Jean (13. bis 15. Jahrhundert) und vor allem den berühmten „Zizim-Turm“.
Bourganeuf war Hauptstadt des Distrikts von Bourganeuf von 1790 bis 1800 und des Arrondissements Bourganeuf bis 1926.
1972 erregte Bourganeuf durch einen Kriminalfall in ganz Frankreich großes Interesse.
Bernard Cousty und Yvette Balaire liebten sich leidenschaftlich, aber beide waren verheiratet, sie mit dem Bürgermeister von Bourganeuf, René Balaire. Beide wollten es nicht bei einer Affaire belassen und lehnten gleichzeitig für sich Scheidungen ab. Deshalb planten beide, Coustys Ehefrau und Balaires Ehemann, zu ermorden. Am 24. Dezember 1969 starb unerwartet Frau Cousty an einer Grippe ohne Verdacht auf ein Verbrechen. Zwei Monate später, am 23. Februar 1970 wurde Bürgermeister René Balaire verbrannt in seinem verunglückten Auto gefunden. Selbstmord oder Unfall? Zuerst schien alles nicht auffällig, aber nach etwa einem Jahr wurde der Mord an René Balair durch die Polizei entdeckt. Im Mai 1972 wurde durch das Gericht in Limousin Yvette Balair wegen Beihilfe zum Mord zu 10 Jahren Haft verurteilt, über Bernard Cousty wurde die Todesstrafe verhängt. Cousty gelang danach überraschend die Wiederaufnahme seines Verfahrens aus formellen Gründen. Von dem Schwurgericht von Gironde wurde er am 1. März 1973 zu lebenslanger Haft verurteilt.
Der Kriminalfall wurde unter dem Titel Blutige Hochzeit unter Regie von Claude Chabrol 1973 erfolgreich verfilmt. 2007 zeigte das französische Fernsehen in seiner Serie „50 Jahre Nachrichten“ als 5. Episode „Die teuflischen Geliebten von Bourganeuf“.

### Bevölkerungsentwicklung
| Jahr                       | 1962 | 1968 | 1975 | 1982 | 1990 | 1999 | 2007 | 2016 |
| Einwohner                  | 3310 | 3804 | 3637 | 3738 | 3385 | 3163 | 2948 | 2656 |
| Quellen: Cassini und INSEE |      |      |      |      |      |      |      |      |

## Städtepartnerschaft
- Seit 1988 besteht eine Städtepartnerschaft zwischen Bourganeuf und der deutschen Stadt Zirndorf in Bayern.